# Andrés Herzog
Andrés Herzog Sánchez (San Sebastián, 21 de enero de 1974) es un abogado y expolítico español, que llegó a ser portavoz del partido Unión, Progreso y Democracia (UPyD) hasta su abandono de la política en el año 2016. Es licenciado en Derecho por la Universidad de Navarra, máster en Asesoría Jurídica de Empresas por el Instituto de Empresa (IE) y desde marzo de 2016 es el responsable de litigación en el despacho Fourlaw Abogados S.L.P. 
Durante 10 años fue abogado del despacho J&A Garrigues, S.L.P. miembro del departamento de Litigación y Arbitraje de la oficina de Madrid y, posteriormente, de la oficina de San Sebastián de dicha firma. Abandonó temporalmente su carrera profesional como abogado para coordinar el Grupo Parlamentario de UPyD en el Congreso durante la X Legislatura (2011-2015). Es conocido públicamente por haber sido la cabeza visible de Unión, Progreso y Democracia (UPyD) en su lucha contra la corrupción política, habiendo dirigido las acciones judiciales del partido en asuntos relevantes como los conocidos como "caso Bankia", "caso de las preferentes" o el de las "tarjetas black", y otros escándalos financieros. También trató de combatir la politización de la Justicia, impugnando judicialmente el reparto por cuotas de los miembros del Consejo General del Poder Judicial (CGPJ) y otras altas instancias judiciales entre los distintos partidos políticos. 
En su faceta pública, fue elegido, en septiembre de 2015 y tras unas elecciones primarias, candidato de UPyD a la presidencia del Gobierno de España. En las elecciones generales de 2015 se presentó encabezando la lista de UPyD por Madrid, pero no logró escaño y su partido se quedó sin representación en el Congreso. A raíz de estos resultados, el 16 de enero de 2016 dimitió de su cargo como portavoz de UPyD y se reincorporó a su actividad profesional, como responsable de litigación del despacho de abogados Fourlaw.

## Infancia y juventud (1974-2001)
Andrés Herzog nació en San Sebastián (País Vasco) el 21 de enero de 1974 y es el mayor de cuatro hermanos. Es hijo de Rosa María Sánchez Cimorra (fallecida en 2009), funcionaria y Carlos Herzog de Bustos, ahora jubilado, ingeniero de formación, pero que dedicó su vida profesional a crear y regentar una tienda de peletería en la ciudad de San Sebastián, llamada Kalter, continuando de esta manera la tradición de su familia, de origen judío, dedicada desde generaciones a la peletería.[cita requerida] Su padre, Carlos Herzog, es primo de Fernando Múgica Herzog, socialista asesinado por la banda terrorista ETA el 6 de febrero de 1996. 
Andrés Herzog, que estudio en el Colegio Santa María Marianistas, de San Sebastián, se inició desde muy joven en la práctica del judo, con su tío José Antonio Sánchez (Toño), llegando a ser medallista en diversos campeonatos de España junior y senior, siendo su mayor logro deportivo a nivel nacional el subcampeonato de España de judo senior en el año 1994, resultando seleccionado como preolímpico para los Juegos Olímpicos de Atlanta 1996, para los cuales no llegó finalmente a clasificarse en el circuito internacional. Además del judo, obtuvo diversas medallas en campeonatos del mundo de sambo, lucha de origen ruso.[cita requerida]
Se licenció en la Universidad de Navarra (1997), empezando a trabajar como abogado en San Sebastián, junto con los hijos del antes mencionado Fernando Múgica, tras lo cual decidió desplazarse a Madrid, a cursar el Máster en Asesoría Jurídica de Empresas (MAJ) por el Instituto de Empresa (2001).

## Experiencia profesional previa a la política (2001-2011)
Andrés Herzog entró a trabajar en el año 2001 en el despacho Garrigues, incorporándose al departamento de Procesal de la oficina de Madrid. Estuvo también destacado en Londres, en el despacho de abogados Norton Rose Fulbright, realizando un secondment (prácticas) durante seis meses. Tras su ascenso al puesto de asociado, paso previo al estatus de socio, se trasladó en el año 2008 a la oficina de Garrigues de San Sebastián, donde se encargó de liderar la práctica de litigación y arbitraje hasta el año 2011, en el que decidió comenzar su aventura política.

## Experiencia política (2011-2016)
Herzog es afiliado y militante activo de Unión, Progreso y Democracia desde 2008, poco después de la fundación del partido, año en el que comenzó a colaborar puntualmente en cuestiones jurídicas, hasta que en el año 2011 Rosa Díez le ofreció incorporarse a dicho proyecto político, cuando trabajaba en el despacho de abogados Garrigues. Así, tras las elecciones generales de 2011 en las que UPyD obtuvo 5 escaños y grupo parlamentario propio, se incorporó como Secretario General del Grupo Parlamentario en el Congreso de los Diputados, así como responsable de la asesoría jurídica de la formación. Fue también miembro del Consejo de Dirección de UPyD y responsable de Regeneración Democrática. 

### Portavoz de Unión, Progreso y Democracia y candidato a la presidencia del Gobierno

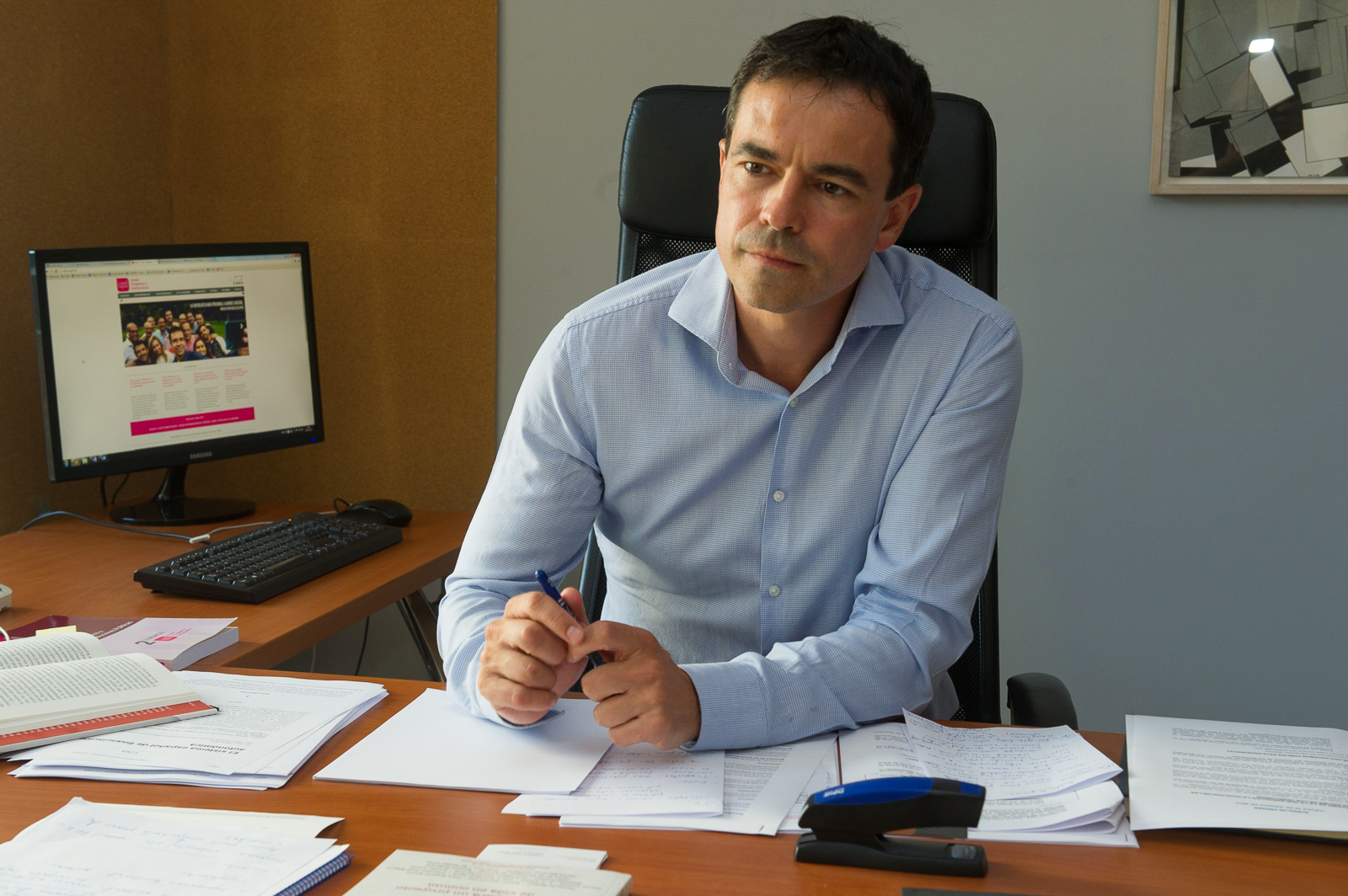
Andrés Herzog en su despacho de UPyD

Tras los decepcionantes resultados de UPyD en las elecciones andaluzas de marzo de 2015, y ante la tensión surgida en el seno del partido por el futuro del mismo, el Consejo de Dirección de UPyD encabezado por Rosa Díez se comprometió a celebrar un congreso extraordinario para elegir una nueva Dirección Nacional tras las elecciones autonómicas y municipales de mayo de ese mismo año al cual la hasta entonces Portavoz y fundadora del partido decidió no presentarse como candidata, abriendo por tanto el debate sobre su sucesión.

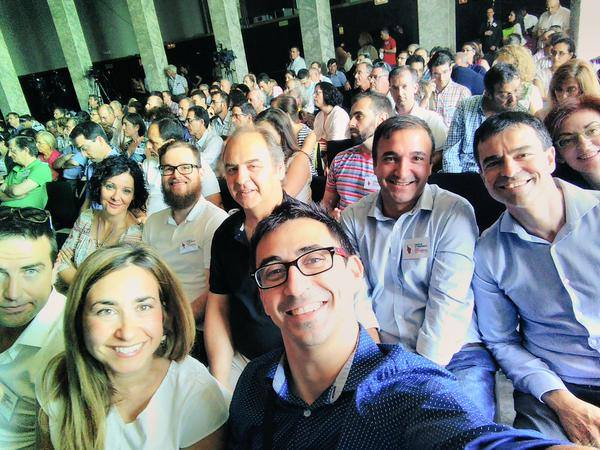
Selfie del equipo de Herzog en el Congreso Extraordinario. Julio de 2015.

El congreso extraordinario de UPyD celebrado el 11 de julio de 2015 tenía como objetivo elegir al nuevo líder del partido. Al mismo, en el que pudieron votar todos los afiliados del partido, concurrieron cuatro candidaturas aspirantes a formar la nueva dirección del partido. La candidatura encabezada por Andrés Herzog obtuvo la victoria en las elecciones internas con un 43,28 % de los votos, imponiéndose por un estrecho margen a la candidatura encabezada por la entonces Diputada Irene Lozano y Toni Cantó que obtuvo un 40,21 % de los votos.
En septiembre de 2015 Andrés Herzog se presentó a las primarias de UPyD y fue elegido candidato del partido a la Presidencia de Gobierno con el 74,2 % de los votos frente a otros siete candidatos.
En las elecciones generales de diciembre de 2015 encabezó la lista de UPyD por Madrid pero no logró escaño y el partido, desgastado por la crisis interna y una feroz campaña mediática en su contra, se quedó sin representación en el Congreso de Diputados.

## Regreso a la abogacía en el despacho Fourlaw Abogados
Tras su salida del partido, se retiró de la política activa y en marzo de 2016 se incorporó al despacho de abogados Fourlaw, como responsable del departamento de litigación y arbitraje. En marzo de 2017 fundó, con Rosa Díez, Carlos Martínez Gorriarán y otros, el foro "El Asterisco". Además de dirigir el departamento de Litigación de Fourlaw Abogados, ha impulsado proyectos sobre la tecnología blockchain, contando con formación en finanzas descentralizadas (DeFi), tokenización de activos y el ecosistema crypto.